# Lithium (chanson d'Evanescence)
Pour les articles homonymes, voir Lithium (homonymie).
Singles de Evanescence
Call Me When You're Sober
Lithium est le second single de l'album The Open Door du groupe Evanescence.
La chanson est inspirée par Shaun Morgan, l'ancien petit ami d'Amy Lee, la chanteuse du groupe. Dans la chanson, elle se plaint de son manque d'affection, qui est dû à son alcoolisme. Aussi, le clip met en avant deux versions d'Amy, justifiant ainsi l'emploi du terme lithium qui est utilisé comme traitement des troubles bipolaires.

## Liste des pistes
Single (Partie 1)
| No | Titre                            | Durée |
| -- | -------------------------------- | ----- |
| 1. | Lithium                          | 3:44  |
| 2. | The Last Song I'm Wasting On You | 4:07  |

Maxi (Partie 2)
| No | Titre                                      | Durée |
| -- | ------------------------------------------ | ----- |
| 1. | Lithium                                    | 3:44  |
| 2. | The Last Song I'm Wasting On You           | 4:07  |
| 3. | All That I'm Living For (Acoustic version) | 4:33  |
| 4. | Lithium (Video/Acoustic version)           | 3:50  |

7" Vinyl Picture Disc
| No | Titre                            | Durée |
| -- | -------------------------------- | ----- |
| 1. | Lithium                          | 3:44  |
| 2. | The Last Song I'm Wasting On You | 4:07  |

## Classement par pays
| Classement (2006-2007)                                | Meilleure position |
| ----------------------------------------------------- | ------------------ |
| Allemagne (Media Control AG)                          | 44                 |
| Australie (ARIA)                                      | 26                 |
| Autriche (Ö3 Austria Top 40)                          | 41                 |
| Belgique (Wallonie Ultratip 50)                       | 13                 |
| Écosse (OCC)                                          | 8                  |
| États-Unis (Billboard Bubbling Under Hot 100 Singles) | 24                 |
| États-Unis (Billboard Hot Mainstream Rock Tracks)     | 39                 |
| États-Unis (Billboard Hot Modern Rock Tracks)         | 37                 |
| Irlande (IRMA)                                        | 30                 |
| Italie (FIMI)                                         | 2                  |
| Nouvelle-Zélande (RMNZ)                               | 16                 |
| Pays-Bas (Single Top 100)                             | 55                 |
| Royaume-Uni (UK Singles Chart)                        | 32                 |
| Royaume-Uni (UK Rock Chart)                           | 1                  |
| Suède (Sverigetopplistan)                             | 23                 |
| Suisse (Schweizer Hitparade)                          | 40                 |
| Tchéquie (IFPI Rádio)                                 | 18                 |